# Гульдиман, Тим
Тим Гул(ь)диман(н) (род. 19 сентября 1950, Цюрих) — политик, посол Швейцарии в Германии.

## Карьера
Член Социал-демократической партии Швейцарии с 1982 года. Был послом Швейцарии в Тегеране (1999—2004). В 1996—1997 годах был руководителем группы поддержки ОБСЕ в Чечне. 31 августа 1996 года Гульдиман присутствовал при подписании Хасавюртовских соглашений. В январе 1997 года президент Ичкерии Зелимхан Яндарбиев объявил его персоной нон-грата и Гульдиман вынужден был покинуть Чечню, куда он вернулся после того, как президентом стал Аслан Масхадов.
Возглавлял представительство ОБСЕ в Хорватии (1997—1999).
В 1999-2004 годах Гульдиман был послом Швейцарии в Иране и одновременно представлял интересы США в этой стране.
Руководитель представительства ОБСЕ и спецпредставитель Генерального секретаря ООН в Косово (2007—2008). В феврале 2014 года был назначен спецпредставителем ОБСЕ на Украине.
В апреле 2014 года провёл брифинг в Украинском кризисном медиа-центре. Он заявил, что референдум в Крыму нарушает Конституцию Украины. По его словам, ОБСЕ едигласно приняло решение о создании спецмиссии на Украине, главой которой назначен турецкий дипломат Эртугрул Апакан.
В октябре 2015 года был избран в Национальный совет Швейцарии, большую палату федерального парламента от Социал-демократической партии кантона Цюрих.